# 수중 럭비
수중 럭비는 독일 발상의 수중 스포츠의 하나이다. 2개의 팀으로 나뉘어 하나의 공을 쟁탈하여 수영장 바닥에 설치된 골에 넣는 것으로 점수를 얻는 구기이다.
세계 수중 연맹가 관리한다.